# Gymnothorax mccoskeri
Gymnothorax mccoskeri es una especie de pez de la familia de los morénidas en el orden de los Anguilliformes.

## Morfología
Los machos pueden llegar a alcanzar los 31,6 cm de longitud total.

## Distribución geográfica
Se encuentra en Australia Occidental y al noreste de Queensland (Australia).